# 汪陶県
汪陶県（おうとう-けん）は中華人民共和国山西省にかつて存在した県。現在の朔州市応県西部に相当する。
前漢により設置され、西晋により廃止された。